# Phaeochroops myanmarensis
Phaeochroops myanmarensis is een keversoort uit de familie Hybosoridae. De wetenschappelijke naam van de soort is voor het eerst geldig gepubliceerd in 2000 door Keith.